# Lučelnica Tomaševečka
Lučelnica Tomaševečka is een plaats in de gemeente Klanjec in de Kroatische provincie Krapina-Zagorje. De plaats telt 225 inwoners (2001).